# Fabriksplan
Fabriksplan (finska: Tehtaan kenttä) är en fotbollsarena i stadsdel 1 i Valkeakoski i Finland, invigd 1934. Arenan är FC Hakas hemmaplan och har kapacitet för 3200 åskådare. 

### Fotnoter
1. ↑  ”Tehtaan kenttä” (på engelska). Soccerway. Arkiverad från originalet den 27 september 2016. https://web.archive.org/web/20160927022824/http://nr.soccerway.com/venues/finland/tehtaan-kentta/v104/. Läst 24 september 2016.